# Jean-Sylvain Babin
Jean-Sylvain Babin (Corbeil-Essonnes, 14 ottobre 1986) è un calciatore francese, difensore del Real Avilés e della nazionale martinicana.

## Carriera

### Club
Inizia la propria carriera in patria vestendo le maglie di Châteauroux e Martigues. In seguito passa in Spagna, nelle serie minori, dove veste prima la maglia del Lucena e in seguito dell'Alcorcón.
Nel 2014 approda in massima divisione al Granada. In due stagioni colleziona 59 presenze e 4 gol in campionato.
Nell'estate 2016 passa allo Sporting Gijón. Nel 2017 passa agli israeliani del Maccabi Tel Aviv

### Nazionale
Nato in Francia, nel 2013 esordisce nella nazionale della Martinica.